# Cayo Blanco (Matanzas)
Cayo Blanco est un îlot de l'archipel Sabana-Camagüey situé près de Varadero,, sur la côte nord de Cuba. C'est un îlot de 15 kilomètres de long et de 500 mètres de large.  

## Description
Cet îlot se dénomme ainsi grâce à ses eaux cristallines et à son sable blanc. Cayo Blanco est doté d'un récif corallien. La particularité de l'îlot est due à ses mangroves qui l’entourent. Les espèces telles que l'iguane cubain ou le corail noir qui est en voie de disparition y trouvent abri.

## Localisation
L'île se trouve à environ 10 km à l'est de Varadero.
L'accès depuis l'île de Cuba se fait à partir de Varadero.

## Patrimoine naturel
La réserve écologique (Reserva Ecológica) « Cayo Mono-Galindo », créée en 2006, s'étend (d'ouest en est) sur les municipalités de Varadero, Cárdenas et Martí. Sa surface est de 19 524,91 ha, dont 3 088,06 ha de zones terrestres et 16 436,85 ha de zones marines.
Elle inclut, d'ouest en est :
le cayo Piedras, à environ 5 km N-N-E de la pointe de la péninsule de Hicacos (Varadero) ;
le Cayo Blanco — mais pas les cayos Careneros au sud où se trouve le parc à dauphins dit « de Cayo Blanco » —, qui forme la pointe sud de la réserve ; et 
le cayo Cruz del Padre, y compris le minuscule cayo Galindito au nord de sa pointe orientale,.